# Stig-Göran "Stisse" Johansson
Stig-Göran "Stisse" Johansson, född 18 juli 1943 i Surahammar, död 20 april 2002 i Södertälje, var en svensk ishockeyspelare och ishockeytränare.
Stig-Göran "Stisse" Johansson var ishockeyfostrad i Surahammars IF där han debuterade i A-laget som 15-åring 1958 i division 2. Han blev senare värvad till Södertälje SK 1964. I SSK skulle det bli totalt 434 matcher och 375 poäng. Han fick som en av de första spelarna i Sverige en inbjudan till ett träningsläger med New York Rangers i NHL men var tvungen att tacka nej på grund av militärtjänstgöring i Sverige. I en lokal omröstning i Länstidningen Södertälje röstades han fram i den bästa SSK-formationen tillsammans med Kjell Svensson, Sven Thunman, Mats Waltin, Ronald "Sura-Pelle" Pettersson och Erik "Epa" Johansson. Som spelare beskrevs han som en begåvad spelare som kunde agera på samtliga forwardsplatser. Trots att han var under medellängd (173 cm) var han känd för sin hårdhet och skicklighet att sätta in tacklingarna i rätt ögonblick.
I landslaget debuterade han 1965, och totalt blev det 112 matcher i Tre Kronor. Han fick Stora Grabbars Märke nummer 78.
Efter sin aktiva karriär var han tränare och hjälptränare i bland annat Södertälje SK.
"Stisses" tröja nummer sju finns, sedan den 28 februari 2008, upphängd i Scaniarinken i Södertälje.

## Meriter
- VM: Silver -67, -69, -70. Brons -71, -72, -74
- EM: Silver -67, -69, -70. Brons -71, 72, -74
- SM: Silver -73

## Klubbar
- Surahammars IF 1958-1963
- Södertälje SK 1963-1978